# Saint-Claude-de-Diray
Pour les articles homonymes, voir Saint-Claude.
Saint-Claude-de-Diray est une commune française située dans le département de Loir-et-Cher, en région Centre-Val de Loire.
Localisée au centre-est du département, la commune fait partie de la petite région agricole « les Vallée et Coteaux de la Loire », grand ruban plus ou moins large où dominent la culture de la vigne et les productions maraîchères.
L'occupation des sols est marquée par l'importance des espaces agricoles et naturels qui occupent la quasi-totalité du territoire communal. Plusieurs espaces naturels d'intérêt sont présents dans la commune : deux sites natura 2000 et une zone naturelle d'intérêt écologique, faunistique et floristique (ZNIEFF). En 2010, l'orientation technico-économique de l'agriculture dans la commune est la culture des céréales et des oléoprotéagineux. À l'instar du département qui a vu disparaître le quart de ses exploitations en dix ans, le nombre d'exploitations agricoles a fortement diminué, passant de 15 en 1988, à 25 en 2000, puis à 22 en 2010.

## Géographie

### Localisation et communes limitrophes
La commune de Saint-Claude-de-Diray se trouve au centre-est du département de Loir-et-Cher, dans la petite région agricole des Vallée et Coteaux de la Loire,. À vol d'oiseau, elle se situe à 7,3 km  de Blois, préfecture du département et à 7,8 km de Chambord, chef-lieu du canton de Chambord dont dépend la commune depuis 2015. La commune fait en outre partie du bassin de vie de Blois.
Les communes les plus proches sont : 
Saint-Denis-sur-Loire (2,3 km), Menars (2,9 km), Montlivault (3,5 km), La Chaussée-Saint-Victor (3,6 km), Huisseau-sur-Cosson (3,8 km), Cour-sur-Loire (4 km), Vineuil (4,9 km), Maslives (5,2 km) et Villerbon (6,2 km).
| Saint-Denis-sur-Loire | Menars                | Montlivault         |
| Blois                 | Saint-Claude-de-Diray | Chambord            |
| Vineuil               | Vineuil               | Huisseau-sur-Cosson |

Saint-Claude-de-Diray est une petite commune du Centre-Ouest de la France, située dans le département de Loir-et-Cher et la région Centre.
Elle fait partie de la communauté de communes du Pays de Chambord.
Les habitants du village de Saint-Claude-de-Diray vivent sur une superficie totale de 9 km2 avec une densité de 184 habitants par km2 et une altitude moyenne de 80 m.

### Hydrographie
La commune est drainée par la Loire (2,046 km) et par deux petits cours d'eau, constituant un réseau hydrographique de 7,08 km de longueur totale.
Le cours de la Loire s'insère dans une large vallée qu'elle a façonnée peu à peu depuis des milliers d'années. Elle traverse d'est en ouest le département de Loir-et-Cher depuis Saint-Laurent-Nouan jusqu'à Veuves, avec un cours large et lent.

### Climat
Pour des articles plus généraux, voir Climat du Centre-Val de Loire et Climat de Loir-et-Cher.
En 2010, le climat de la commune est de type climat océanique dégradé des plaines du Centre et du Nord, selon une étude du CNRS s'appuyant sur une série de données couvrant la période 1971-2000. En 2020, Météo-France publie une typologie des climats de la France métropolitaine dans laquelle la commune est exposée à un climat océanique altéré et est dans la région climatique Moyenne vallée de la Loire, caractérisée par une bonne insolation (1 850 h/an) et un été peu pluvieux.
Pour la période 1971-2000, la température annuelle moyenne est de 11 °C, avec une amplitude thermique annuelle de 14,9 °C. Le cumul annuel moyen de précipitations est de 649 mm, avec 10,6 jours de précipitations en janvier et 6,6 jours en juillet. Pour la période 1991-2020, la température moyenne annuelle observée sur la station météorologique de Météo-France la plus proche, dans la commune de Cheverny à 13 km à vol d'oiseau, est de 11,8 °C et le cumul annuel moyen de précipitations est de 675,8 mm,. Pour l'avenir, les paramètres climatiques de la commune estimés pour 2050 selon différents scénarios d'émission de gaz à effet de serre sont consultables sur un site dédié publié par Météo-France en novembre 2022.

### Milieux naturels et biodiversité

#### Sites Natura 2000
Le réseau Natura 2000 est un réseau écologique européen de sites naturels d'intérêt écologique élaboré à partir des Directives « Habitats » et « Oiseaux ». Ce réseau est constitué de Zones spéciales de conservation (ZSC) et de Zones de protection spéciale (ZPS). Dans les zones de ce réseau, les États membres s'engagent à maintenir dans un état de conservation favorable les types d'habitats et d'espèces concernés, par le biais de mesures réglementaires, administratives ou contractuelles. L'objectif est de promouvoir une gestion adaptée des habitats tout en tenant compte des exigences économiques, sociales et culturelles, ainsi que des particularités régionales et locales de chaque État membre. Les activités humaines ne sont pas interdites, dès lors que celles-ci ne remettent pas en cause significativement l'état de conservation favorable des habitats et des espèces concernés. Des parties du territoire communal sont incluses dans les sites Natura 2000 suivants : 
- la « Vallée de la Loire de Mosnes à Tavers », d'une superficie de 2 278 ha, un des sites ligériens les plus remarquables par son originalité, avec des milieux naturels incontournables tels que les habitats d'eaux courantes et stagnantes accueillant de nombreux poissons et autres animaux de l'Annexe II (Castor), les pelouses et prairies de grèves et zones inondables et les forêts alluviales[16] ;
- le « Vallée de la Loire du Loir-et-Cher », d'une superficie de 2 398 ha[17].

#### Zones naturelles d'intérêt écologique, faunistique et floristique
L'inventaire des zones naturelles d'intérêt écologique, faunistique et floristique (ZNIEFF) a pour objectif de réaliser une couverture des zones les plus intéressantes sur le plan écologique, essentiellement dans la perspective d'améliorer la connaissance du patrimoine naturel national et de fournir aux différents décideurs un outil d'aide à la prise en compte de l'environnement dans l'aménagement du territoire. Le territoire communal de Saint-Claude-de-Diray comprend une ZNIEFF : 
la « Loire Blésoise » (2 380,68 ha).

## Urbanisme

### Typologie
Au 1er janvier 2024, Saint-Claude-de-Diray est catégorisée ceinture urbaine, selon la nouvelle grille communale de densité à sept niveaux définie par l'Insee en 2022.
Elle est située hors unité urbaine. Par ailleurs la commune fait partie de l'aire d'attraction de Blois, dont elle est une commune de la couronne,. Cette aire, qui regroupe 78 communes, est catégorisée dans les aires de 50 000 à moins de 200 000 habitants,.

### Occupation des sols
L'occupation des sols est marquée par l'importance des espaces agricoles et naturels (96,8 %). La répartition détaillée ressortant de la base de données européenne d'occupation biophysique des sols Corine Land Cover millésimée 2012 est la suivante : 
terres arables (11,6 %), 
cultures permanentes (0,6 %), 
zones agricoles hétérogènes (15,4 %), 
prairies (3,5 %), 
forêts (65,2 %), 
milieux à végétation arbustive ou herbacée (0,7 %), 
zones urbanisées (1 %), 
espaces verts artificialisés non agricoles (0,5 %), 
zones industrielles et commerciales et réseaux de communication (1,7 %), 
eaux continentales (0,5 %).

### Planification
La loi SRU du 13 décembre 2000 a incité fortement les communes à se regrouper au sein d'un établissement public, pour déterminer les partis d'aménagement de l'espace au sein d'un SCoT, un document essentiel d'orientation stratégique des politiques publiques à une grande échelle. La commune est dans le territoire du  SCOT du Blésois, approuvé en 2006 et révisé en juillet 2016.
En matière de planification, la commune disposait en 2017 d'un plan local d'urbanisme en révision.

### Habitat et logement
Le tableau ci-dessous présente la typologie des logements à Saint-Claude-de-Diray en 2016 en comparaison avec celle du Loir-et-Cher et de la France entière. Une caractéristique marquante du parc de logements est ainsi la faible proportion des résidences secondaires et logements occasionnels (3,3 %) par rapport au département (18 %) et à la France entière (9,6 %). Concernant le statut d'occupation de ces logements, 82,2 % des habitants de la commune sont propriétaires de leur logement (83,2 % en 2011), contre 68,1 % pour le Loir-et-Cher et 57,6 pour la France entière.
|                                                         | Saint-Claude-de-Diray | Loir-et-Cher | France entière |
| ------------------------------------------------------- | --------------------- | ------------ | -------------- |
| Résidences principales (en %)                           | 90,0                  | 74,5         | 82,3           |
| Résidences secondaires et logements occasionnels (en %) | 3,3                   | 18           | 9,6            |
| Logements vacants (en %)                                | 6,7                   | 7,5          | 8,1            |

### Risques majeurs
Le territoire communal de Saint-Claude-de-Diray est vulnérable à différents aléas naturels : inondations (par débordement de la Loire), climatiques (hiver exceptionnel ou canicule), mouvements de terrains ou sismique (sismicité très faible).
Il est également exposé à deux risques technologiques : le risque nucléaire et  le transport de matières dangereuses,.

#### Risques naturels

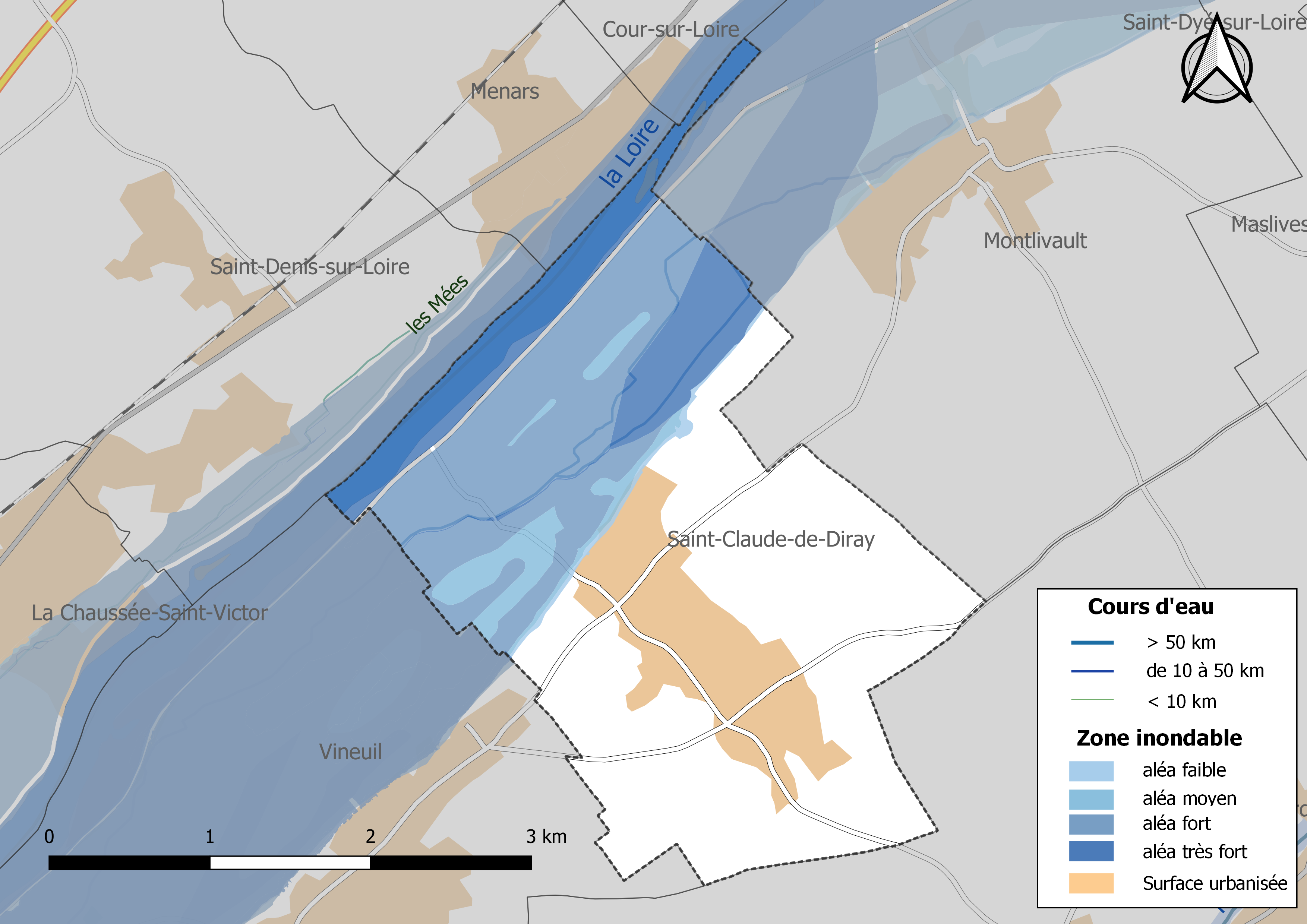
Zones inondables de la commune de Saint-Claude-de-Diray.

Les mouvements de terrains susceptibles de se produire dans la commune sont liés au retrait-gonflement des argiles. Le phénomène de retrait-gonflement des argiles est la conséquence d'un changement d'humidité des sols argileux. Les argiles sont capables de fixer l'eau disponible mais aussi de la perdre en se rétractant en cas de sécheresse. Ce phénomène peut provoquer des dégâts très importants sur les constructions (fissures, déformations des ouvertures) pouvant rendre inhabitables certains locaux. La carte de zonage de cet aléa peut être consultée sur le site de l'observatoire national des risques naturels Georisques.
En Loir-et-Cher, les crues de la Loire représentent des volumes d'eau et des débits quatre à cinq fois supérieurs à ceux du Cher et du Loir : la superficie des zones et l'ampleur des dégâts peuvent être considérables. Les crues historiques sont celles de 1846 (6,60 m à l'échelle de Blois), 1856 (6,78 m), 1866 (6,70 m), 1907 (5,63 m) et 2003 (3,78 m). Le débit maximal historique est de 5 100 m3/s (crue de 1846) et caractérise une crue de retour centennal. Historiquement, le territoire de la commune a beaucoup souffert de la crue de 1529, qui a mené à un éloignement de la population par rapport à la Loire. Le risque d'inondation est pris en compte dans l'aménagement du territoire de la commune par le biais du Plan de prévention du risque inondation (PPRI) de la Loire amont.

#### Risques technologiques
La totalité du territoire de la commune peut être concernée par le risque nucléaire. En cas d'accident grave, certaines installations nucléaires sont susceptibles de rejeter dans l'atmosphère de l'iode radioactif. Or la commune se situe partiellement à l'intérieur du périmètre de 20 km du Plan particulier d'intervention de la centrale nucléaire de Saint-Laurent-des-Eaux. À ce titre les habitants de la commune, comme tous ceux résidant dans le périmètre proche de 20 km de la centrale ont bénéficié, à titre préventif, d'une distribution de comprimés d'iode stable dont l'ingestion avant rejet radioactif permet de pallier les effets sur la thyroïde d'une exposition à de l'iode radioactif. En cas d'incident ou d'accident nucléaire, des consignes de confinement ou d'évacuation peuvent être données et les habitants peuvent être amenés à ingérer, sur ordre du préfet, les comprimés en leur possession,.
Le risque de transport de marchandises dangereuses dans la commune est lié à sa traversée par une canalisation de transport de gaz. Un accident se produisant sur une telle infrastructure est en effet susceptible d'avoir des effets graves au bâti ou aux personnes jusqu'à 350 m, selon la nature du matériau transporté. Des dispositions d'urbanisme peuvent être préconisées en conséquence.

## Toponymie

### Nom actuel
La première partie du nom de la commune est une référence directe à Claude de Troyes, saint chrétien du IIIe siècle.
La seconde partie du toponyme rend hommage au bourg disparu de Diray.

### Évolution du nom de la commune
Sous la Révolution, la volonté de déchristianiser la société française requiert un changement du toponyme : par délibération du conseil général de la commune, et en application du décret du 25 vendémiaire an II (16 octobre 1793), la commune nouvellement créée de Saint-Claude porta provisoirement et successivement les noms de Claude, de Diray-la-Montagne, de Diray-Moret, puis de Morest-la-Montagne,, en soutien au mouvement révolutionnaire des Montagnards.
La commune reprit son nom traditionnel à la Restauration, en 1814, mais ce n'est qu'en 1887 que la commune adopta, pour se différencier des nombreux autres villages homonymes, le nom unique de Saint-Claude-de-Diray, en vertu du décret du 5 juillet de la même année.

## Histoire

### Les bourgs primitifs de Diray, Mivensay et Morest
En avril 1529, le bourg et l'église paroissiale de Diray furent emportés par une crue centennale de la Loire. Les offices religieux furent ainsi déplacés en la chapelle Saint-Claude de Mivensay, construite en hauteur sur le coteau du val de Loire.

### Le nouveau bourg de Saint-Claude
La destruction de Diray à la suite de la crue de 1529 explique ainsi le mouvement de la population du val vers le coteau. Dès le milieu du XVIe siècle, le bourg prend le nom de l'église autour de laquelle il se développe : Saint-Claude. Néanmoins, il aura fallu attendre 1597 pour que ne soit créé l'état civil de la paroisse.

## Politique et administration

### Découpage territorial
La commune de Saint-Claude-de-Diray est membre de la Communauté de communes du Grand Chambord, un établissement public de coopération intercommunale (EPCI) à fiscalité propre créé le 1er janvier 2002.
Elle est rattachée sur le plan administratif à l'arrondissement de Blois, au département de Loir-et-Cher et à la région Centre-Val de Loire, en tant que circonscriptions administratives. Sur le plan électoral, elle est rattachée au canton de Chambord depuis 2015 pour l'élection des conseillers départementaux et à la première circonscription de Loir-et-Cher pour les élections législatives.

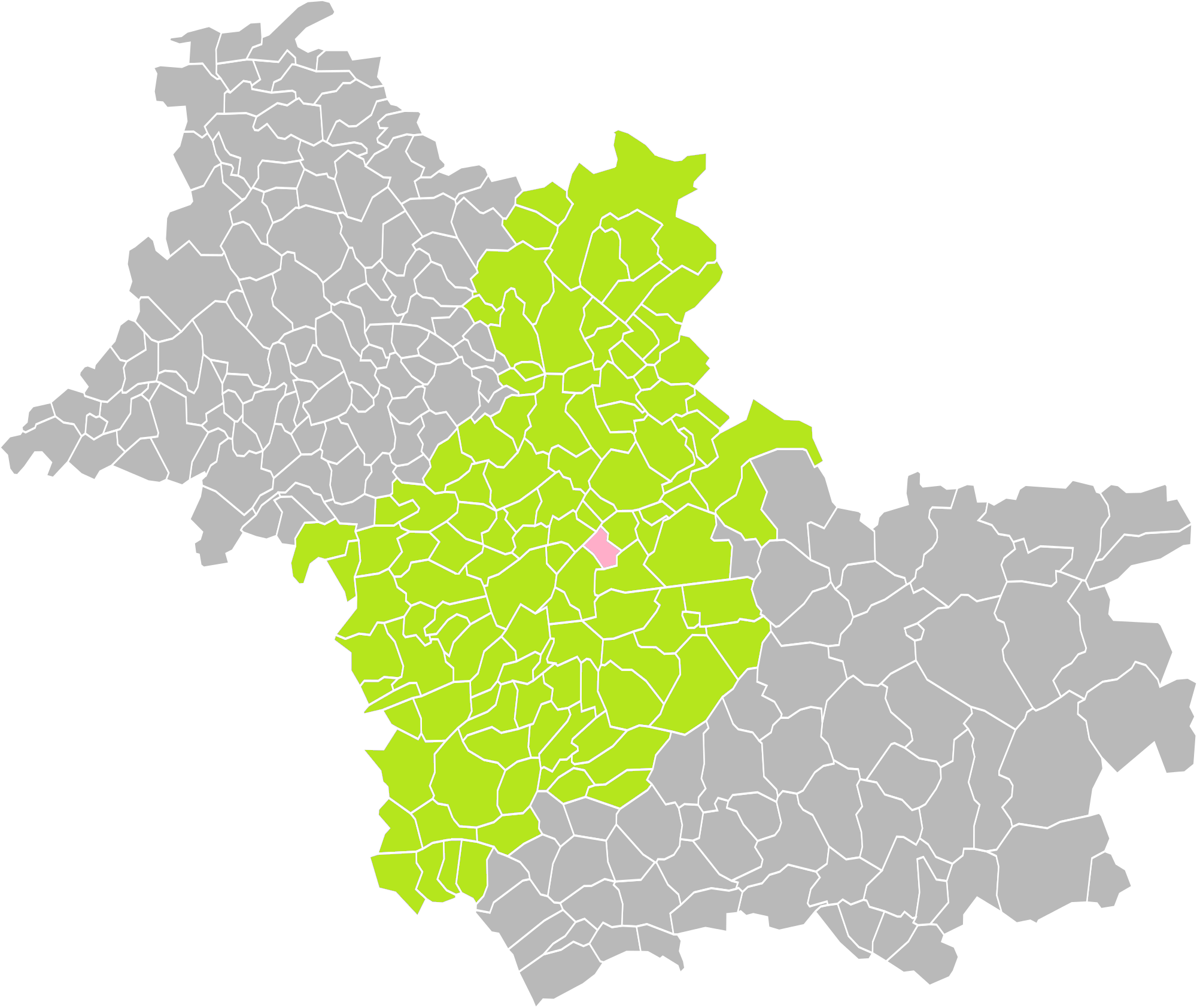
Saint-Claude-de-Diray dans l'arrondissement de Blois en 2016.
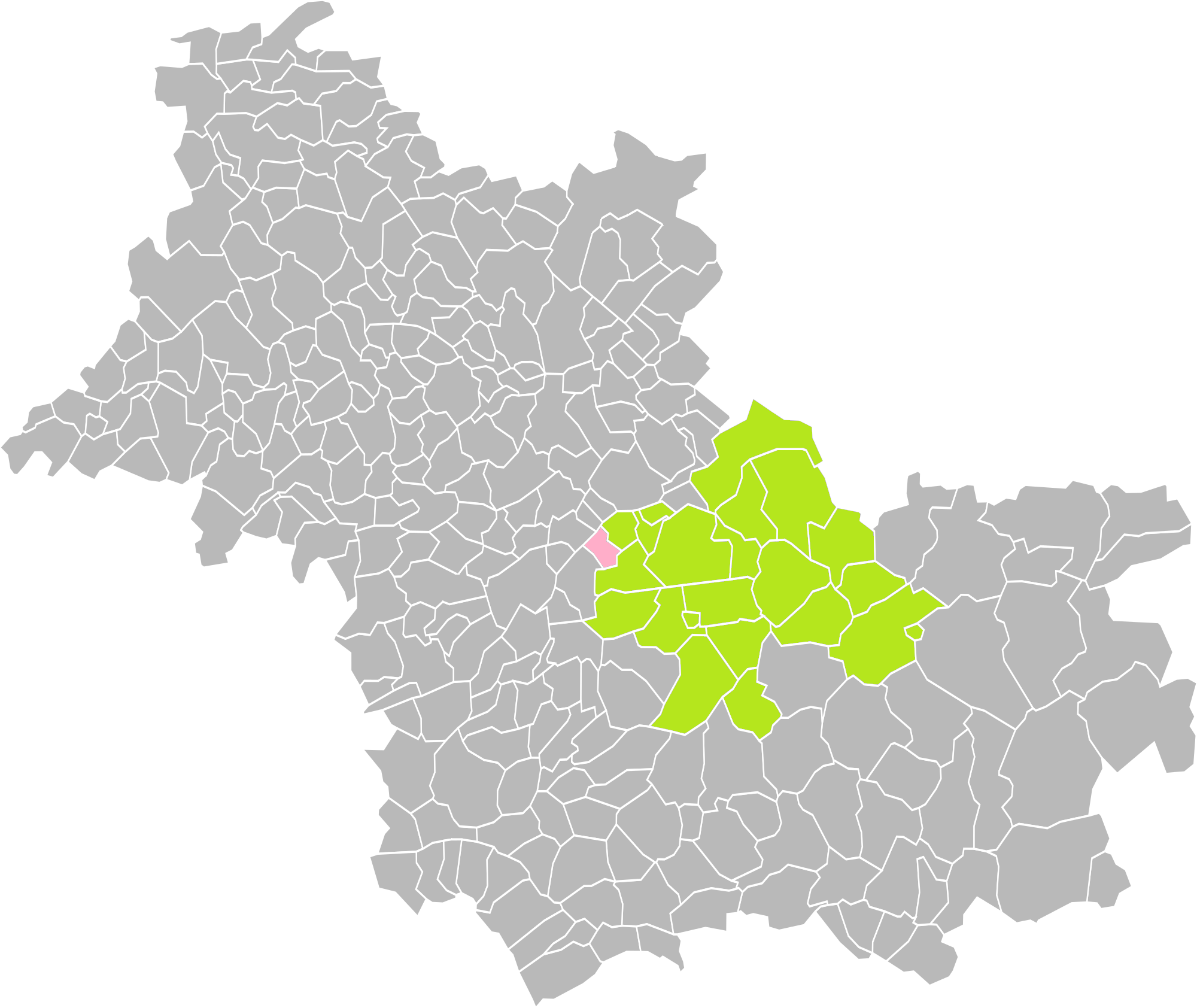
Saint-Claude-de-Diray dans le canton de Chambord en 2016.

### Politique et administration municipale

#### Conseil municipal et maire
Le conseil municipal de Saint-Claude-de-Diray, commune de plus de 1 000 habitants, est élu au scrutin proportionnel plurinominal avec prime majoritaire. Compte tenu de la population communale, le nombre de sièges au conseil municipal est de 19. Le maire, à la fois agent de l'État et exécutif de la commune en tant que collectivité territoriale, est élu par le conseil municipal au scrutin secret lors de la première réunion du conseil suivant les élections municipales, pour un mandat de six ans, c'est-à-dire pour la durée du mandat du conseil.
| Période   | Période  | Identité          | Étiquette | Qualité                                                                   |
| --------- | -------- | ----------------- | --------- | ------------------------------------------------------------------------- |
| 1983      | 1995     | Daniel Margoil    |           |                                                                           |
| mars 2001 | 2008     | Michel Bourgeon   |           |                                                                           |
| mars 2008 | 2014     | Dominique Baraton |           |                                                                           |
| mars 2014 | En cours | Laurent Allanic,  |           | Personne sans activité professionnelle de moins de 60 ans (non retraitée) |

## Population et société

### Démographie

#### Évolution démographique
L'évolution du nombre d'habitants est connue à travers les recensements de la population effectués dans la commune depuis 1793. Pour les communes de moins de 10 000 habitants, une enquête de recensement portant sur toute la population est réalisée tous les cinq ans, les populations de référence des années intermédiaires étant quant à elles estimées par interpolation ou extrapolation. Pour la commune, le premier recensement exhaustif entrant dans le cadre du nouveau dispositif a été réalisé en 2007.

En 2022, la commune comptait 1 772 habitants, en évolution de −0,06 % par rapport à 2016 (Loir-et-Cher : −1,15 %, France hors Mayotte : +2,11 %).
| 1793  | 1800  | 1806  | 1821  | 1831  | 1836  | 1841  | 1846  | 1851  |
| ----- | ----- | ----- | ----- | ----- | ----- | ----- | ----- | ----- |
| 1 363 | 1 349 | 1 319 | 1 530 | 1 515 | 1 501 | 1 463 | 1 442 | 1 390 |

| 1856  | 1861  | 1866  | 1872  | 1876  | 1881  | 1886  | 1891  | 1896  |
| ----- | ----- | ----- | ----- | ----- | ----- | ----- | ----- | ----- |
| 1 410 | 1 356 | 1 295 | 1 234 | 1 210 | 1 166 | 1 154 | 1 138 | 1 090 |

| 1901  | 1906  | 1911  | 1921 | 1926 | 1931 | 1936 | 1946 | 1954 |
| ----- | ----- | ----- | ---- | ---- | ---- | ---- | ---- | ---- |
| 1 067 | 1 022 | 1 014 | 915  | 961  | 959  | 901  | 919  | 959  |

| 1962 | 1968 | 1975  | 1982  | 1990  | 1999  | 2006  | 2007  | 2012  |
| ---- | ---- | ----- | ----- | ----- | ----- | ----- | ----- | ----- |
| 991  | 976  | 1 019 | 1 251 | 1 435 | 1 562 | 1 653 | 1 666 | 1 708 |

| 2017  | 2022  | - | - | - | - | - | - | - |
| ----- | ----- | - | - | - | - | - | - | - |
| 1 783 | 1 772 | - | - | - | - | - | - | - |

#### Pyramide des âges
En 2018, le taux de personnes d'un âge inférieur à 30 ans s'élève à 30,7 %, soit en dessous de la moyenne départementale (31,3 %). À l'inverse, le taux de personnes d'âge supérieur à 60 ans est de 28,8 % la même année, alors qu'il est de 31,6 % au niveau départemental.
En 2018, la commune comptait 871 hommes pour 912 femmes, soit un taux de 51,15 % de femmes, légèrement inférieur au taux départemental (51,45 %).
Les pyramides des âges de la commune et du département s'établissent comme suit.
| Hommes | Classe d’âge | Femmes |
| ------ | ------------ | ------ |
| 0,7    | 90 ou +      | 1,5    |
| 5,9    | 75-89 ans    | 7,5    |
| 21,8   | 60-74 ans    | 20,2   |
| 23,3   | 45-59 ans    | 22,4   |
| 17,2   | 30-44 ans    | 18,2   |
| 13,8   | 15-29 ans    | 14,0   |
| 17,3   | 0-14 ans     | 16,3   |

| Hommes | Classe d’âge | Femmes |
| ------ | ------------ | ------ |
| 1,1    | 90 ou +      | 2,6    |
| 9,2    | 75-89 ans    | 11,9   |
| 19,7   | 60-74 ans    | 20,4   |
| 20,7   | 45-59 ans    | 20     |
| 16,5   | 30-44 ans    | 16,2   |
| 15,2   | 15-29 ans    | 13,2   |
| 17,6   | 0-14 ans     | 15,7   |

## Économie

### Secteurs d'activité
Le tableau ci-dessous détaille le nombre d'entreprises implantées à Saint-Claude-de-Diray selon leur secteur d'activité et le nombre de leurs salariés :
|                                                              | total | % com (% dep) | 0 salarié | 1 à 9 salarié(s) | 10 à 19 salariés | 20 à 49 salariés | 50 salariés ou plus |
| ------------------------------------------------------------ | ----- | ------------- | --------- | ---------------- | ---------------- | ---------------- | ------------------- |
| Ensemble                                                     | 103   | 100,0 (100)   | 73        | 25               | 3                | 2                | 0                   |
| Agriculture, sylviculture et pêche                           | 16    | 15,5 (11,8)   | 9         | 6                | 0                | 1                | 0                   |
| Industrie                                                    | 8     | 7,8 (6,5)     | 5         | 3                | 0                | 0                | 0                   |
| Construction                                                 | 16    | 15,5 (10,3)   | 11        | 4                | 1                | 0                | 0                   |
| Commerce, transports, services divers                        | 51    | 49,5 (57,9)   | 39        | 10               | 1                | 1                | 0                   |
| dont commerce et réparation automobile                       | 13    | 12,6 (17,5)   | 9         | 4                | 0                | 0                | 0                   |
| Administration publique, enseignement, santé, action sociale | 12    | 11,7 (13,5)   | 9         | 2                | 1                | 0                | 0                   |
| Champ : ensemble des activités.                              |       |               |           |                  |                  |                  |                     |

Le secteur du commerce, transports et services divers est prépondérant dans la commune (51 entreprises sur 103) néanmoins le secteur agricole reste important puisqu'en proportions (15,5 %), il est plus important qu'au niveau départemental (11,8 %).
Sur les 103 entreprises implantées à Saint-Claude-de-Diray en 2016, 73 ne font appel à aucun salarié, 25 comptent 1 à 9 salariés, 3 emploient entre 10 et 19 personnes et 2 emploient entre 20 et 49 personnes.

### Agriculture
En 2010, l'orientation technico-économique de l'agriculture dans la commune est la polyculture et le polyélevage. Le département a perdu près d'un quart de ses exploitations en 10 ans, entre 2000 et 2010 (c'est le département de la région Centre-Val de Loire qui en compte le moins). Cette tendance se retrouve également au niveau de la commune où le nombre d'exploitations est passé de 52 en 1988 à 25 en 2000 puis à 22 en 2010. Parallèlement, la taille de ces exploitations augmente, passant de 24 ha en 1988 à 59 ha en 2010.
Le tableau ci-dessous présente les principales caractéristiques des exploitations agricoles de Saint-Claude-de-Diray, observées sur une période de 22 ans : 
|                                      | 1988                 | 2000                 | 2010                 |
| Dimension économique                 | Dimension économique | Dimension économique | Dimension économique |
| ------------------------------------ | -------------------- | -------------------- | -------------------- |
| Nombre d'exploitations (u)           | 52                   | 25                   | 22                   |
| Travail (UTA)                        | 80                   | 36                   | 51                   |
| Surface agricole utilisée (ha)       | 1 246                | 1 115                | 1 287                |
| Cultures                             |                      |                      |                      |
| Terres labourables (ha)              | 1 095                | 1 010                | 1 207                |
| Céréales (ha)                        | 681                  | 474                  | 585                  |
| dont blé tendre (ha)                 | 203                  | 173                  | 222                  |
| dont maïs-grain et maïs-semence (ha) | 194                  | 106                  | 30                   |
| Tournesol (ha)                       | 230                  | 147                  | s                    |
| Colza et navette (ha)                | 18                   | s                    | 136                  |
| Élevage                              |                      |                      |                      |
| Cheptel (UGBTA)                      | 24                   | 4                    | 2                    |

#### Produits labellisés

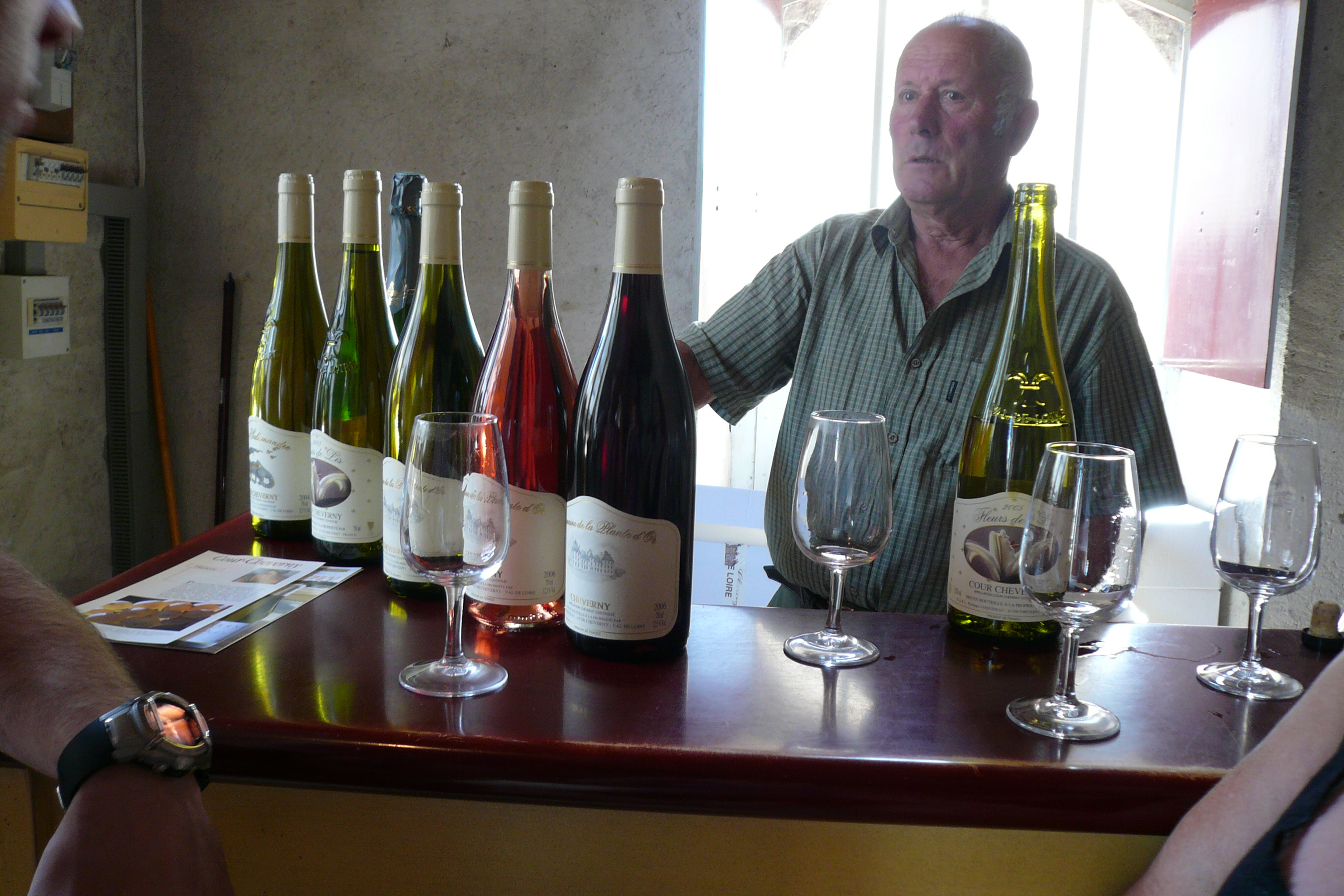
Gamme de vins de Cheverny.

La commune de Saint-Claude-de-Diray est située dans l'aire de l'appellation d'origine protégée (AOP)  de trois produits : trois vins (le Cheverny, le Cour-cheverny et le crémant-de-loire).
Le territoire de la commune est également intégré aux aires de productions de divers produits bénéficiant d'une indication géographique protégée (IGP) : le vin Val-de-loire et les volailles de l’Orléanais,.

## Culture locale et patrimoine

### Jumelages
La commune de Saint-Claude-de-Diray est jumelée depuis 1988 avec le village suisse de Meisterschwanden.
Une place de la commune porte le nom de ce village jumeau.
Un projet de jumelage avec une commune du Burkina Faso nommée Tanghin est en cours. Des correspondances ont déjà été établies.

### Lieux et monuments

#### Voies et lieux-dits
| 55 odonymes recensés à Saint-Claude-de-Diray au 26 avril 2014 | 55 odonymes recensés à Saint-Claude-de-Diray au 26 avril 2014 | 55 odonymes recensés à Saint-Claude-de-Diray au 26 avril 2014 | 55 odonymes recensés à Saint-Claude-de-Diray au 26 avril 2014 | 55 odonymes recensés à Saint-Claude-de-Diray au 26 avril 2014 | 55 odonymes recensés à Saint-Claude-de-Diray au 26 avril 2014 | 55 odonymes recensés à Saint-Claude-de-Diray au 26 avril 2014 | 55 odonymes recensés à Saint-Claude-de-Diray au 26 avril 2014 | 55 odonymes recensés à Saint-Claude-de-Diray au 26 avril 2014 | 55 odonymes recensés à Saint-Claude-de-Diray au 26 avril 2014 | 55 odonymes recensés à Saint-Claude-de-Diray au 26 avril 2014 | 55 odonymes recensés à Saint-Claude-de-Diray au 26 avril 2014 | 55 odonymes recensés à Saint-Claude-de-Diray au 26 avril 2014 | 55 odonymes recensés à Saint-Claude-de-Diray au 26 avril 2014 | 55 odonymes recensés à Saint-Claude-de-Diray au 26 avril 2014 | 55 odonymes recensés à Saint-Claude-de-Diray au 26 avril 2014 |
| Allée                                                         | Avenue                                                        | Bld                                                           | Carrefour                                                     | Chemin                                                        | Clos                                                          | Impasse                                                       | Passage                                                       | Place                                                         | Promenade                                                     | Route                                                         | Rue                                                           | Sentier                                                       | Voie                                                          | Autres                                                        | Total                                                         |
| ------------------------------------------------------------- | ------------------------------------------------------------- | ------------------------------------------------------------- | ------------------------------------------------------------- | ------------------------------------------------------------- | ------------------------------------------------------------- | ------------------------------------------------------------- | ------------------------------------------------------------- | ------------------------------------------------------------- | ------------------------------------------------------------- | ------------------------------------------------------------- | ------------------------------------------------------------- | ------------------------------------------------------------- | ------------------------------------------------------------- | ------------------------------------------------------------- | ------------------------------------------------------------- |
| 3                                                             | 1                                                             | 0                                                             | 0                                                             | 6                                                             | 0                                                             | 2                                                             | 0                                                             | 3                                                             | 0                                                             | 5                                                             | 34                                                            | 1                                                             | 0                                                             | 0                                                             | 55                                                            |
| Notes « N »                                                   | Notes « N »                                                   | 1. 2. 3. 4. 5. 6. 7. 8.                                       | 1. 2. 3. 4. 5. 6. 7. 8.                                       | 1. 2. 3. 4. 5. 6. 7. 8.                                       | 1. 2. 3. 4. 5. 6. 7. 8.                                       | 1. 2. 3. 4. 5. 6. 7. 8.                                       | 1. 2. 3. 4. 5. 6. 7. 8.                                       | 1. 2. 3. 4. 5. 6. 7. 8.                                       | 1. 2. 3. 4. 5. 6. 7. 8.                                       | 1. 2. 3. 4. 5. 6. 7. 8.                                       | 1. 2. 3. 4. 5. 6. 7. 8.                                       | 1. 2. 3. 4. 5. 6. 7. 8.                                       | 1. 2. 3. 4. 5. 6. 7. 8.                                       | 1. 2. 3. 4. 5. 6. 7. 8.                                       | 1. 2. 3. 4. 5. 6. 7. 8.                                       |
| Sources : rue-ville.info & perche-gouet.net & OpenStreetMap   |                                                               |                                                               |                                                               |                                                               |                                                               |                                                               |                                                               |                                                               |                                                               |                                                               |                                                               |                                                               |                                                               |                                                               |                                                               |

#### Édifices et sites

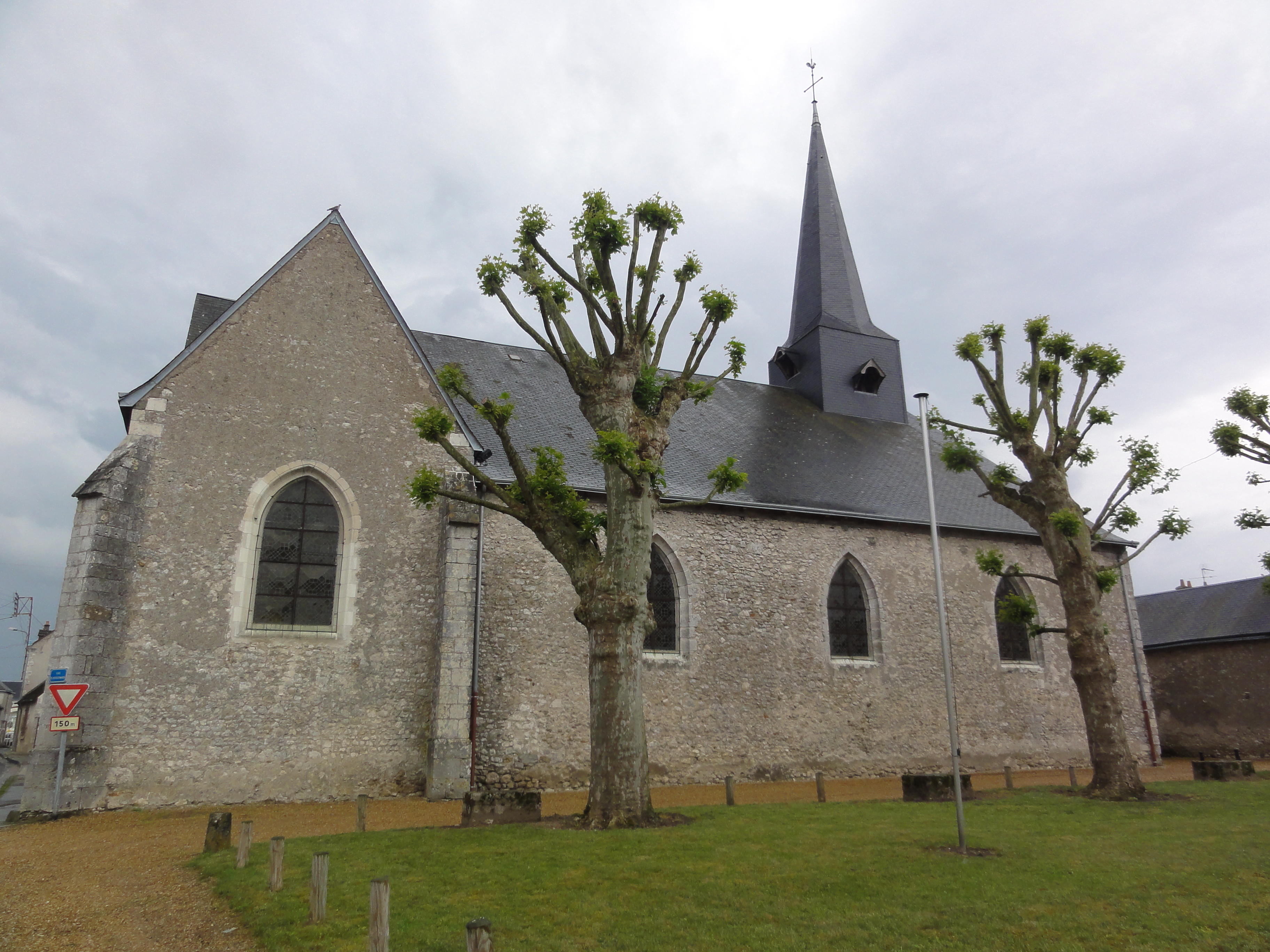
Église Saint-Claude.

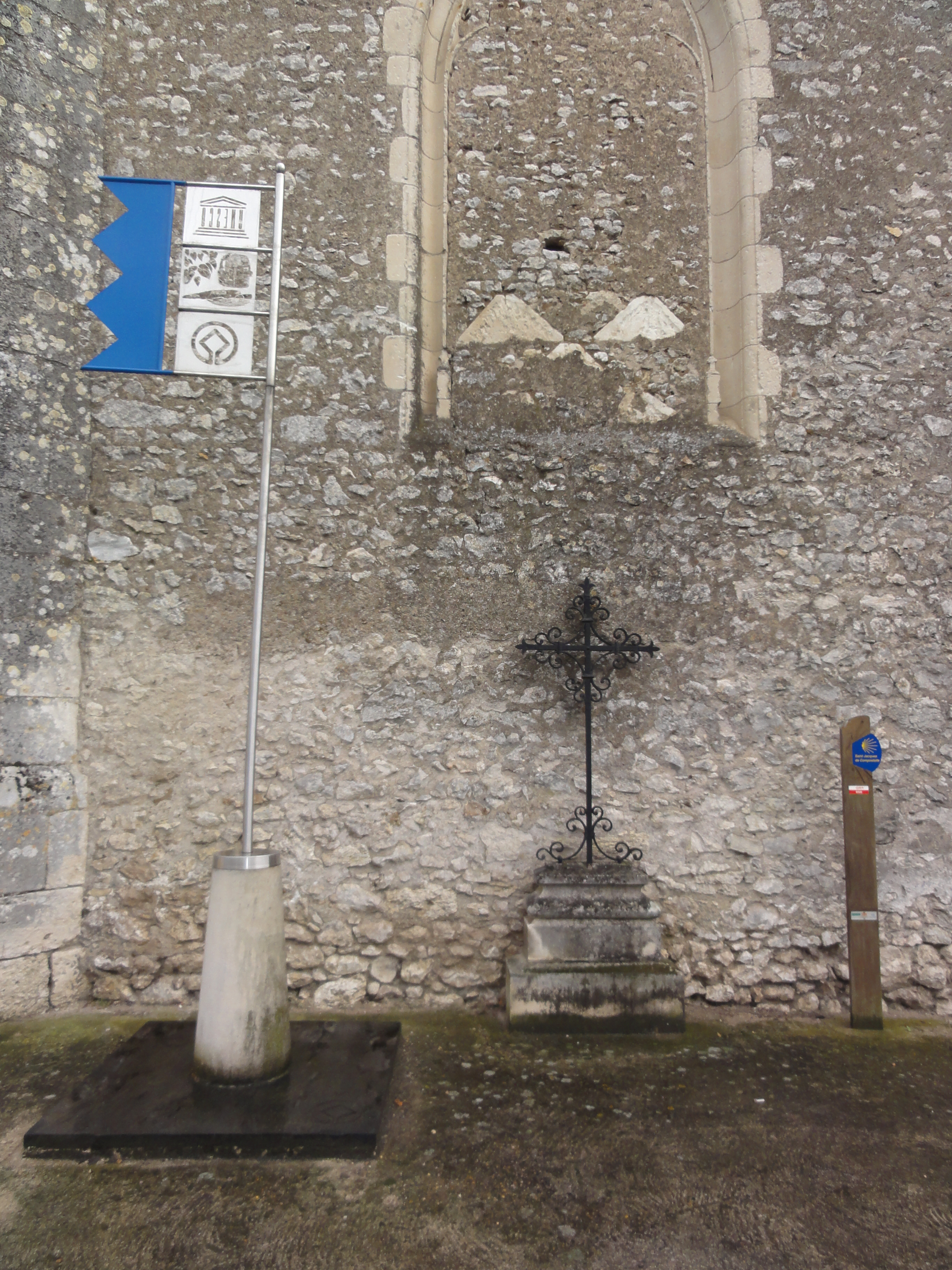
Balise de la Via Turonensis et panneau UNESCO.

- Église Saint-Claude XVIe : nef à bas-côtés, transept et chœur, voûtes d'ogives ; fonts baptismaux 1625 (provenant de l'église de Bourgmoyen de Blois) ornés de bas-reliefs 1625, par Hammerber, sculpteur originaire d'Essen installé à Blois, actif aussi à Cheverny.
- Vestiges de la chapelle Notre-Dame de Morest et bâtiment XVe.
- Chapelle XVIIe de l'ancien château de Nozieux, qui appartenait aux Charron de Menars (dont le beau-frère de Colbert).
- Saint-Claude se trouve sur la Via Turonensis, le chemin de pèlerinage vers Compostelle par Paris et Tours.

### Héraldique
|  | Les armoiries de Saint-Claude-de-Diray se blasonnent ainsi : Écartelé : au premier d'or à la grappe de raisin pamprée de gueules, au deuxième d'azur à la botte d'asperges d'or, au troisième d'azur à la trompette d'or en bande, l'embouchure en bas, au quatrième d'or aux deux glands feuillés chacun d'une pièce de gueules et passés en sautoir. Création : Pierre Sénécal (1984). |

## Personnalités liées à la commune
- Catherine et Jacques Hesse, fondateurs des éditions Hesse[67].